# Azay-le-Brûlé
Azay-le-Brûlé ist eine französische Gemeinde mit 1.952 Einwohnern (Stand: 1. Januar 2022) im Département Deux-Sèvres in der Region Nouvelle-Aquitaine (vor 2016: Poitou-Charentes). Sie gehört zum Arrondissement Niort und zum Kanton Saint-Maixent-l’École.

## Geographie
Azay-le-Brûlé liegt etwa 19 Kilometer ostnordöstlich von Niort. Das Gemeindegebiet wird vom Fluss Chambon durchquert, in den hier sein Zufluss Ligueure einmündet. Umgeben wird Azay-le-Brûlé von den Nachbargemeinden Augé im Nordwesten und Norden, Saivres im Norden, Saint-Maixent-l’École im Nordosten, Saint-Martin-de-Saint-Maixent im Osten, Sainte-Néomaye im Süden, La Crèche im Süden und Westen sowie Cherveux im Westen.

## Bevölkerungsentwicklung
| Jahr                       | 1962 | 1968 | 1975 | 1982 | 1990 | 1999 | 2006 | 2019 |
| Einwohner                  | 1202 | 1162 | 1003 | 1187 | 1399 | 1445 | 1672 | 1982 |
| Quellen: Cassini und INSEE |      |      |      |      |      |      |      |      |

## Sehenswürdigkeiten
- Kirche Saint-Barthélemy
- romanische Brücke

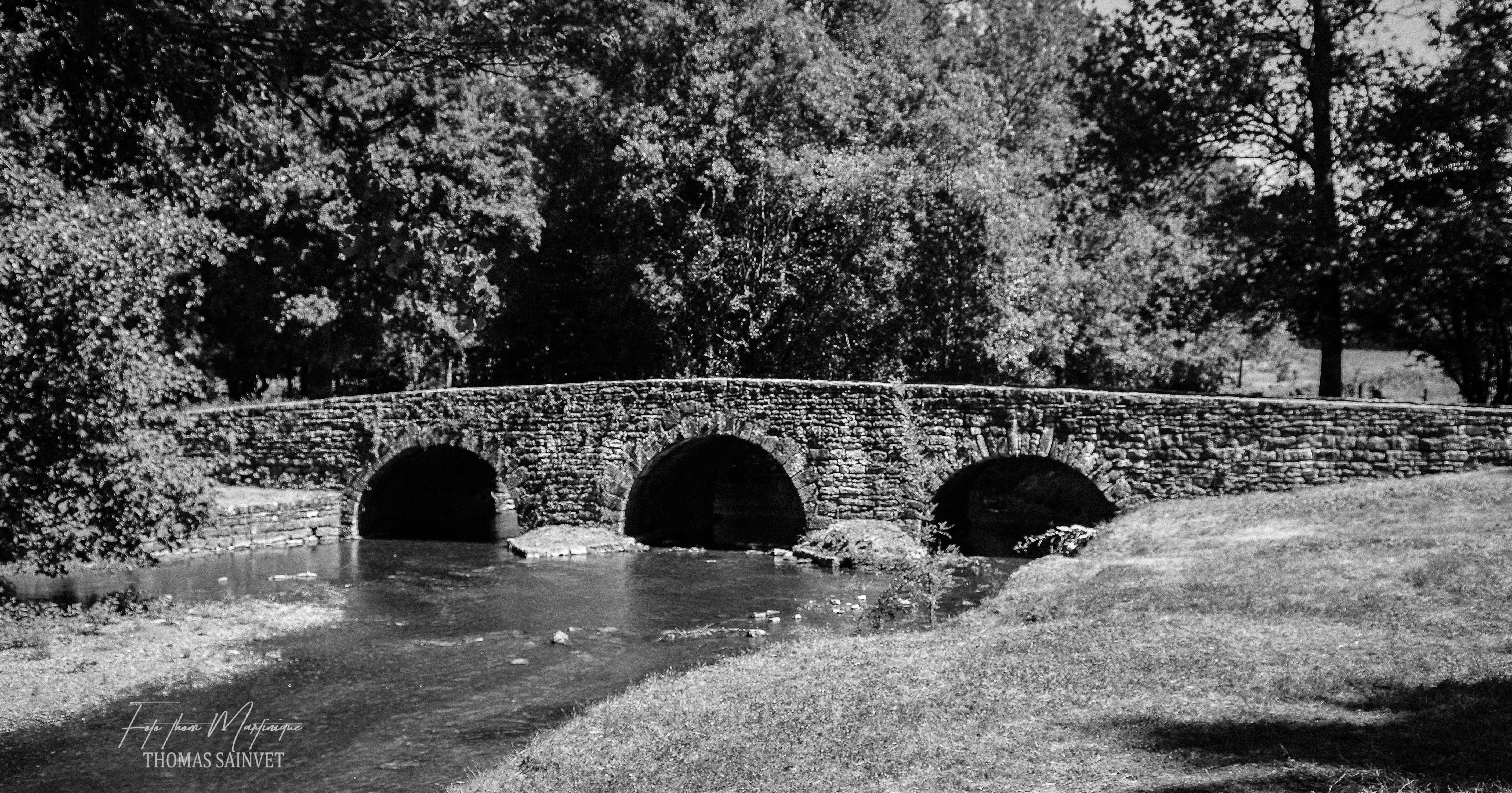
Romanische Brücke

## Gemeindepartnerschaft
Mit der tschechischen Gemeinde Dolní Kounice in Südmähren (Jihomoravský kraj) besteht eine Partnerschaft.